# Gulkévitxi
Gulkévitxi - Гулькевичи (rus) és una ciutat del krai de Krasnodar, a Rússia. És a la riba del riu Samoilova Balka, afluent per l'esquerra del riu Kuban. És a 136 km a l'est de Krasnodar. Pertanyen a aquesta ciutat el khútor de Lebiaji i el poble de Maikópskoie.

## Història
Fou fundada com un possiólok on vivien els treballadors de l'estació del ferrocarril del Caucas del Nord de Gulkévitxi. El 15 de juny del 1875 entrà en funcionament el ferrocarril. El nom prové del cognom del propietari de la terra on es construí l'estació, Nikolai Gulkévitx (1814-1876), que les havia rebut pels seus serveis durant la Guerra del Caucas al comandament de l'abastiment de les unitats russes.
El 1902 tenia ja 902 habitants. El 1913 s'hi construí una fàbrica de sucre. La dècada del 1920 és una època de desenvolupament per a la vila, en el marc de la industrialització de la Unió Soviètica, quan s'hi construïren diverses fàbriques. El 1935 la designaren centre administratiu del raion.
Durant la Segona Guerra Mundial fou ocupada per la Wehrmacht de l'Alemanya Nazi l'agost de 1942 i alliberada per l'Exèrcit Roig de la Unió Soviètica el 27 de gener de 1943. El 24 de març de 1959 rebé l'estatus d'assentament de treball i el 21 de juny del 1961 l'estatus de ciutat.

## Demografia
| 1959   | 1970   | 1979   | 1989   | 2002   | 2008   | 2010   | 2014   |
| ------ | ------ | ------ | ------ | ------ | ------ | ------ | ------ |
| 15 700 | 22 100 | 27 300 | 31 700 | 35 141 | 35 102 | 35 244 | 34 479 |